# Michael Hewson Crawford
Michael Hewson Crawford FBA (Twickenham, 7 de desembre del 1939) és un historiador de l'edat antiga i numismàtic britànic. És l'autor de Roman Republican Coinage, l'obra de referència sobre les monedes de la República Romana.
Cursà els estudis a la St Paul's School de Londres i l'Oriel College d'Oxford. El 1964 esdevingué membre investigador del Christ's College, a Cambridge. Des del 1969 fins al 1986 fou professor d'Història Antiga. Entre el 1986 i el 2005 ensenyà al University College de Londres, on és catedràtic emèrit des del 2005. Les seves obres científiques versen sobre la República Romana, el seu règim monetari i les fonts sobre l'edat antiga. És membre de l'Acadèmia Britànica des del 1980 i de l'Academia Europaea des del 1995.